# Alkylpolyglukosider

Allmänna kemiska strukturen av en Alkylpolyglyglukoside, en vanlig form av alkylpolyglyglukosid.

Alkylpolyglyglukosider (APG) är en klass av icke-joniska tensider och tillhör gruppen sockertensider. Vanligt förekommande i en mängd olika hushålls- och industri-applikationer. De tillverkas av socker, oftast glukosderivat och mättade fettsyror. Råvaror för industriapplikationer är normalt stärkelse och fett. Den slutliga produkten är oftast komplex med blandningar av föreningar med olika sockerarter, som består av de hydrofila slutet och alkylgrupper av varierande längd som i sin tur består av det hydrofoba slutet. När de härrör från glukos, är de kända som alkylpolyglyglukosider .

## Användningsområde
APGer används för att förbättra bildandet av skum i tvätt- och rengöringsmedel för diskning och ömtåliga textilier. Förutom deras goda skummande egenskaper, är de attraktiva eftersom de är biologiskt nedbrytbara.

## Förberedelse
Alkylglykosider tillverkas genom att kombinera en sockerart som glukos med en fet alkohol i närvaro av syrakatalysatorer vid förhöjda temperaturer.